# اوشترزوم
اوشترزوم (به آلمانی: Ochtersum) یک شهر در آلمان است که در Wittmund واقع شده‌است. اوشترزوم ۹۴۵ نفر جمعیت دارد.